# Eucalypteae
Eucalypteae P.G.Wilson, 2005 è una tribù di piante della famiglia delle Mirtacee. I membri di questa tribù sono noti come eucalipti. 
In Australia i generi Angophora, Corymbia ed Eucalyptus sono comunemente noti come alberi della gomma, per la sostanza appiccicosa che trasuda dal tronco di alcune specie. 
Al 2020, la tribù comprendeva circa 860 specie, tutte originarie del Sud-est asiatico e dell'Oceania, con un centro di diversità principale in Australia.

## Tassonomia
La tribù Eucalypteae comprende i seguenti generi:
- Allosyncarpia S.T.Blake
- Angophora Cav.
- Arillastrum Pancher ex Baill.
- Corymbia K.D.Hill & L.A.S.Johnson
- Eucalyptopsis C.T.White
- Eucalyptus L'Hér.
- Stockwellia D.J.Carr, S.G.M.Carr & B.Hyland